# 霍斯頓 (喬治亞州)
霍斯頓（英語：Hoschton）是一個位於美國喬治亞州傑克遜縣的城市。

## 地理
霍斯頓的座標為34°05′46″N 83°45′40″W / 34.09611°N 83.76111°W，而該地的平均海拔高度為275米（即902英尺）。

## 人口
根據2010年美國人口普查的數據，霍斯頓的面積為6.74平方千米，當中陸地面積為6.68平方千米，而水域面積為0.06平方千米。當地共有人口1377人，而人口密度為每平方千米204.3人。